# NGC 3973
NGC 3973 ist eine Galaxie vom Hubble-Typ S im Sternbild Löwe auf der Ekliptik. Sie ist schätzungsweise 273 Millionen Lichtjahre von der Milchstraße entfernt.
Das Objekt wurde am 15. März 1855 vom irischen Astronomen R. J. Mitchell, einem Assistenten von William Parsons, entdeckt.